# Bistum Toruń
Das Bistum Toruń (lat.: Dioecesis Thoruniensis, poln.: Diecezja toruńska) ist ein römisch-katholisches Bistum in Polen. Es gehört zur Kirchenprovinz Danzig.

## Geschichte
Toruń gehört zu den jüngsten polnischen Bistümern. Es wurde bei der Neustrukturierung der katholischen Kirche in Polen im Jahr 1992 (Apostolische Konstitution Totus Tuus Poloniae Populus vom 25. März) aus Gebieten des Erzbistums Gnesen und des Bistums Kulm (jetzt Pelplin) gegründet. Der bisherige Płocker Weihbischof Andrzej Wojciech Suski wurde zum ersten Bischof von Thorn ernannt. Die Kirche Johannes der Täufer und Johannes Evangelist, seit 1935 Basilica minor, wurde 1992 zur Kathedrale erhoben. Konkathedrale ist seit 1994 die Dreifaltigkeitskirche in Kulmsee.

## Wappen
Das viergeteilte Wappen des Bistums Toruń zeigt in Feld 1 auf blauem Grund das Lamm Gottes als Symbol Johannes des Täufers, Feld 2 auf rotem Grund den Adler als Symbol Johannes (Evangelist), die beiden Johannes sind die Patrone der Kathedrale von Thorn, Feld 3 auf weiß/silbernem Grund ein Anker, das Wappen des ersten Bischofs Andrzej Wojciech Suski, Feld 4 auf gelbem Grund ein M als Symbol für Maria (Unsere Liebe Frau der immerwährenden Hilfe). 
Zur Helmzier wurden die Insignien der Kulmer Fürstbischöfe (Mitra, Krummstab und Schwert) mit rechts und links herabhängenden Inful, aus dem 15. Jahrhundert genommen.

## Dekanate
| Region Brodnicki - Brodnica - Działdowo - Golub - Górzno - Kurzętnik - Lidzbark Welski - Lubawa - Nowe Miasto Lubawskie - Rybno | Region Grudziądzki - Chełmno - Grudziądz I - Grudziądz II - Jabłonowo Pomorskie - Łasin - Radzyń Chełmiński - Wąbrzeźno | Region Toruński - Bierzgłowo - Chełmża - Kowalewo Pomorskie - Toruń I - Toruń II - Toruń III - Toruń IV - Unisław Pomorski |

## Bistumspatrone
- Matka Boża Nieustającej Pomocy – Unsere Liebe Frau von der immerwährenden Hilfe
- Sel. Stefan Wincenty Frelichowski, 23. Februar
- Sel. Jutta von Sangerhausen, 5. Mai